# ビマトプロスト
ビマトプロスト（Bimatoprost）は、緑内障の進行制御や眼内圧亢進の管理のために（点眼薬として）局所的に使用されるプロスタグランジン構造類似体/プロドラッグである。

アメリカ合衆国、カナダ、欧州ではアラガンによってLumigan（ルミガン）の商品名で販売されている。日本では千寿製薬が製造販売している。ビマトプロストは眼からの房水の流出量を増加させることによって眼内圧（IOP）を低下させる。

2008年、睫毛を伸ばす適応でアメリカ食品医薬品局 (FDA) によって承認された。化粧品としてのビマトプロストの処方はLatisse（ラティース）として販売されている。

## 効能・効果・用法・用量
ルミガン点眼液：緑内障、高眼圧症
1日1回1滴 点眼する。（2回以上点眼すると効果が減弱する可能性がある。）
グラッシュビスタ外用液：睫毛貧毛症
1日1回1滴を専用の使い捨てブラシに滴下して片目の上眼瞼辺縁部の睫毛基部に塗布する。両目ではブラシ2本（各1滴）を用いる。

## 有効性
眼内圧（IOP）低下作用を観た比較臨床試験の結果、ビマトプロスト1日1回投与はチモロール1日2回投与に比べ、IOP低下作用が強く、他のプロスタグランジン類似体であるラタノプロストやトラボプロストと同等以上の効果を示した。

## 美容目的での使用
トラボプロストやラタノプロストといった眼科用プロスタグランジンを使用した患者において、睫毛の直径、密度、長さの増加が認められた。アラガンは化粧品薬としてのルミガンの用法を調べる臨床試験を開始し、2008年12月5日、FDA皮膚科および眼科薬諮問委員会は睫毛を濃く、長くするための美容目的でビマトプロストを承認した。

これに対する医学用語は睫毛貧毛症であるが、FDAの承認は純粋に美容目的のためである。
ビマトプロストは毛包に存在するプロスタミドαF2受容体を活性化し、その成長を促進する。
頭部毛髪移植術施行中の男性患者を対象に、頭髪再成長を目的とした臨床試験が試行された。

## 脂質減少作用
緑内障治療中の患者で、眼窩内脂質減少（眼周囲痩せ）作用が認められた。特に興味深いのは、この作用が罹患側（点眼していた方）の眼にのみ認められた事である。この作用は可逆的であり、ビマトプロスト中止により回復した。

この効果はビマトプロストで発現した3例の眼瞼溝深化を説明できると思われる。脂質低下の発現機序は明らかにされていないが、ビマトプロストは脂肪細胞の異化・生存に関係するプロスタグランジンF2α（PGF2α）に化学的に類似している。

## 添加物
製剤はビマトプロストの0.03%水溶液であり、防腐剤としてベンザルコニウム塩化物を含むので、コンタクトレンズを使用している場合には、点眼前に外し、点眼後15分以上経過してから再装着する必要がある。他の点眼薬を併用する時は、5分以上間隔を開けて点眼すること。

## 副作用
重大な副作用として添付文書に記載されているものは、点眼剤では虹彩色素沈着（12.38%)、外用液では虹彩色素過剰と眼瞼溝深化（各0.2%）である。
点眼液の治験での副作用発生率は80.19%で、主な副作用は、睫毛異常(46.13%)、結膜充血(45.51%)、眼瞼色素沈着(19.20%)、虹彩色素沈着(12.38%)、眼・眼瞼瘙痒症(11.46%)、角膜びらん(5.26%)、眼瞼多毛症(5.26%)、結膜浮腫(4.95%)、眼異常感 （4.64%)、結膜炎(3.41%)、眼瞼紅斑(2.79%)、眼瞼浮腫(2.48%)、窪んだ眼(2.17%)、眼刺激(1.86%)、眼瞼障害(1.86%)、結膜出血(1.86%)、点状角膜炎(1.86%)、霧視(1.55%)、眼脂(1.24%)であった。
外用液の治験での副作用発生率は16.2%で、主な副作用は、皮膚色素過剰（4.76%)、結膜充血（2.86%)、眼脂（2.86%)、眼乾燥（1.9%)、点状角膜炎（1.9%)であった。
2007年11月、米国FDAはビマトプロスト含有化粧品について警告を発表した。その内容は、「ビマトプロストの過量投与により薬効が減弱し、視神経を損傷し視力低下あるいは失明に至る危険がある」とのものであった。